# Afpoten
Afpoten is een methode om te bepalen wie bij een spel mag beginnen. Het wordt vooral gebruikt door kinderen.
Twee personen gaan tegenover elkaar staan met een tussenruimte van twee of drie flinke passen. Om de beurt zet elk een voet voor een andere, de hak tegen de tenen. Zo lopen ze naar elkaar toe. Wie als laatste een stap heeft kunnen maken is de winnaar. Soms zijn 'halve voeten' toegestaan, waarbij de voet dwars voor de ander wordt neergezet.